# Bothwell (ancienne circonscription fédérale)
Pour les articles homonymes, voir Bothwell.
Bothwell fut une circonscription électorale fédérale de l'Ontario, représentée de 1867 à 1904.
C'est l'Acte de l'Amérique du Nord britannique de 1867 qui créa le district électoral de Bothwell. Abolie en 1903, la circonscription fut redistribuée parmi Kent-Est, Kent-Ouest, Simcoe-Est et Simcoe-Sud.

## Géographie
En 1867, la circonscription de Bothwell comprenait:
- Dans le comté de Bothwell,
  - Les cantons de Bothwell, Camden, Dresden, Howard, Orford, Ridgetown, Thamesville et Zone
- Dans le comté de Lambton,
  - Les cantons de Dawn, Euphemia et Sombra

En 1882, les cantons d'Euphemia, Orford et Howard furent soustraits de la circonscription, mais le canton de Chatham, les villages de Wallaceburg, Dresden et Thamesville et la ville de Bothwell furent ajoutés.

## Députés
1. 1867-1896 — David Mills, PLC
2. 1896-1904 — James Clancy, CON

- CON = Parti conservateur du Canada (ancien)
- PLC = Parti libéral du Canada